# Bertiera angusiana
Bertiera angusiana är en måreväxtart som beskrevs av Nicolas Hallé. Bertiera angusiana ingår i släktet Bertiera och familjen måreväxter. Inga underarter finns listade i Catalogue of Life.